# Frank Clark (Footballspieler)
 Frank Clark (* 14. Juni 1993 in Bakersfield, Kalifornien) ist ein ehemaliger US-amerikanischer American-Football-Spieler. Er spielte zuletzt für die Seattle Seahawks in der National Football League (NFL) auf der Position des Defensive End und ist derzeit Free Agent. Mit den Kansas City Chiefs gewann er den Super Bowl LIV und den Super Bowl LVII.

## College
Clark spielte von 2011 bis 2014 College Football an der University of Michigan für die Michigan Wolverines. In seinem ersten Jahr erreichte er den Sugar Bowl 2012, wo er nach einer Interception einen der beiden Touchdowns der Wolverines erzielte. In der folgenden Off-Season wurde Clark vom Footballteam suspendiert, nachdem er ein MacBook Air gestohlen haben soll. Nach einigen Wochen wurde ihm jedoch die Teilnahme am Training wieder gestattet. Am 16. November 2014 wurde Clark wegen häuslicher Gewalt verhaftet und später vom Footballteam suspendiert.

## NFL

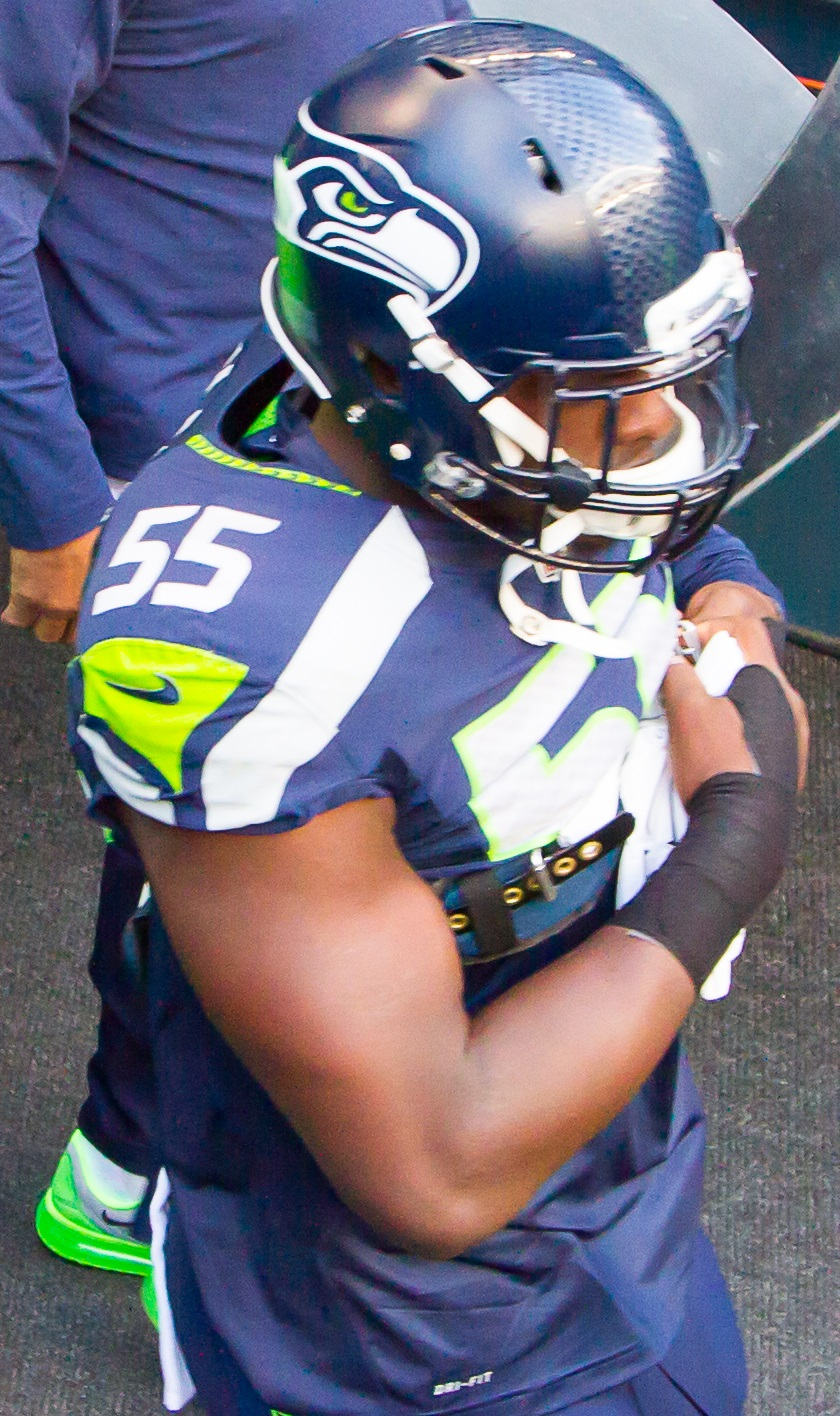
Clark bei den Seahawks (2015)

Clark wurde im NFL Draft 2015 in der zweiten Runde als 63. Spieler von den Seattle Seahawks ausgewählt. Seinen ersten Tackle setzte Clark in Woche 3 im Spiel gegen die Chicago Bears. Seinen ersten Sack machte er am 29. November 2015 im Spiel gegen die Pittsburgh Steelers. Nachdem er in seiner Rookiesaison nur 32,43 % der defensiven Snaps gespielt hatte, sah er 2016 einen enormen Anstieg an Spielzeit, als er 63,15 % der defensiven Snaps spielte. Er erzielte dabei zehn Sacks, was nach Cliff Avril mit 11,5 die zweitmeisten des Teams waren. 2017 erzielte er neun Sacks und erzwang zwei Fumbles. 2018 konnte er 13,0 Sacks erzielen. Nach der Saison lief sein Rookievertrag aus, woraufhin ihn die Seahawks mit dem nicht-exklusiven Franchise Tag belegten.
Am 23. April 2019 tauschten die Seahawks die Rechte an Clark zusammen mit einem Drittrundenpick des Drafts 2019 mit den Kansas City Chiefs gegen ihren Erst- und Drittrundenpick 2019 sowie ihren Zweitrundenpick im NFL Draft 2020. Clark erhielt von den Chiefs einen Fünfjahresvertrag über 105,5 Millionen US-Dollar, wovon 63 Millionen garantiert sind. Die erste Saison in Missouri war jedoch von Verletzungen geprägt und er konnte nur acht Sacks erzielen. Auch 2020 konnte Clark nicht brillieren. Er erzielte nur 21 Solo Tackles, 8 Tackle für Raumverlust und sechs Sacks. Im März 2023 wurde er entlassen.
Am 13. Juni 2023 nahmen die Denver Broncos Clark unter Vertrag. Er erhielt einen Einjahresvertrag im Wert von bis zu 7,5 Millionen US-Dollar. Am 14. Oktober 2023 entließen die Broncos Clark.
Am 25. Oktober 2023 unterschrieb Clark einen Einjahresvertrag bei den Seattle Seahawks. Am 30. Dezember 2023 wurde er von den Seahawks entlassen.

## Persönliches
Als Achtklässler zog er von Los Angeles nach Cleveland, um bei seinem Vater zu leben. Sein Vater und drei weitere Familienmitglieder starben am 30. Januar 2018 bei einem Brand.